# هیلا هانت-هندریکس
هیلا هانت-هندریکس (به انگلیسی: Haela Hunt-Hendrix) (زاده ۲۵ ژانویهٔ ۱۹۸۵) موسیقی‌دان و آهنگساز آمریکایی است.
او یک زن ترنس است. در ماه مه ۲۰۲۰ هانت هندریکس در پستی در اینستاگرام به عنوان فردی تراجنسیتی آشکارسازی کرد.